# AVRO Studios Hilversum

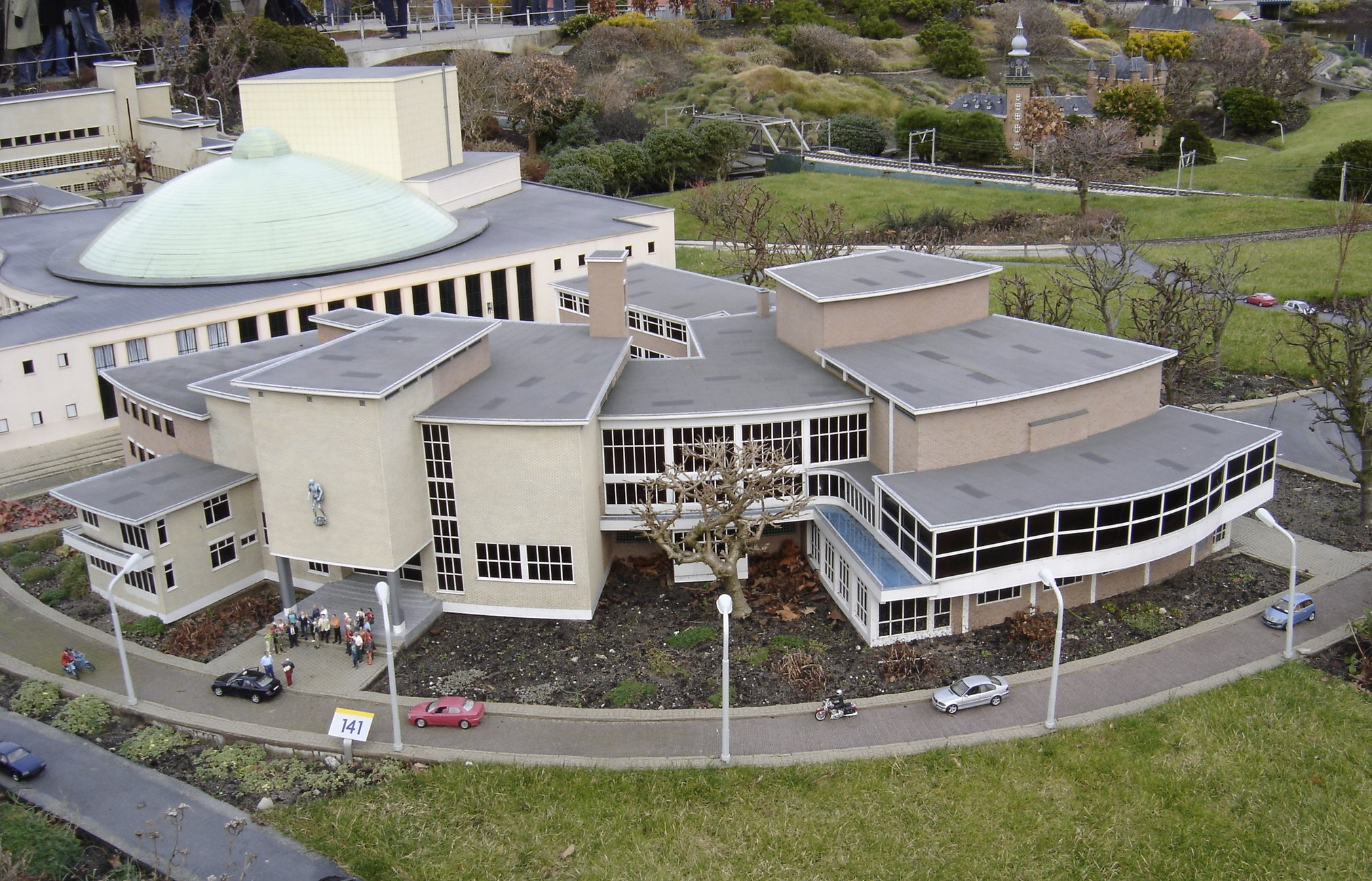
Modell von AVRO-Studio 2

Die AVRO Studios in Hilversum sind zwei als Rijksmonument bedachte ehemalige Studiogebäude der AVRO. Die Studios wurden zwischen 1934 und 1940 nach Plänen der Architekten Ben Merkelbach und Charles Karsten im Stil des Neuen Bauens errichtet. Im großen Saal, dem Studio 2, fand der Grand Prix Eurovision de la Chanson 1958 statt. Das kleinere Studio 1 befindet sich unterhalb von Studio 2, durch die Straße Melkpad getrennt. Beide Studios sind mit einem unterirdischen Tunnel verbunden.
Seit den 1990er Jahren residiert in den Gebäuden die Fernsehproduktionsfirma blue circle, die niederländische Tochter des Medienunternehmens FremantleMedia. 
2002 wurden die beiden Studiokomplexe zu Rijksmonumenten (Nr. 522700 und Nr. 522701) ernannt, da sie als „funktionales Gebäude eine expressionistische Gestaltung“ vorweisen und „beispielhaft für ihre Bauzeit sind“.